# Little Big Planet (jeu vidéo, 2012)
Pour les articles homonymes, voir Little Big Planet (homonymie).
Little Big Planet — LittleBigPlanet selon la graphie du logo et communément appelé Little Big Planet: Vita — est un jeu de plates-formes sur PlayStation Vita sorti le 19 septembre 2012. Il est le quatrième jeu de la série LittleBigPlanet.
Il est développé par le suédois Tarsier Studios ainsi que les britanniques Double Eleven et XDev (équipe basée dans les locaux de SCE Studio Liverpool).

## Système de jeu
Les niveaux de plateforme ainsi que les mini-jeux inclus mettent à contribution l'ensemble de capacités tactiles de la PlayStation Vita (écran multi-tactile avant et panneau tactile arrière).
En plus du mode histoire, le joueur a la possibilité de créer ses propres niveaux et de les partager sur le PlayStation Network.

## Développement
Le 13 septembre 2021, les serveurs en ligne du jeu ont été mis hors-ligne à cause de problèmes de DDoS et de failles, seuls les serveurs de LittleBigPlanet 3 sur la PlayStation 4 restent en ligne.

## Doublage français
- Narrateur : Michel Elias
- Colonel Flétan : Pascal Germain
- Marianne Noisette : Adeline Chetail
- Incroyable Otis : Marc Perez
- Sean Brown : Michel Dodane
- Madame Bossoleil : Valérie Siclay
- Le Marionnettiste : Frédéric Cerdal